# Fahlenbruch
Fahlenbruch ist eine von 51 Ortschaften der Stadt Wiehl im Oberbergischen Kreis im Regierungsbezirk Köln in Nordrhein-Westfalen.

## Lage und Beschreibung
Der Ort liegt rund 3,5 km südwestlich vom Stadtzentrum von Wiehl entfernt, nahe der Landesstraße L 350. Fahlenbruch liegt südlich der Bundesautobahn 4.

## Geschichte
Der Ort wird erst um 1750 in den Kirchenbüchern erwähnt als unmittelbar an der alten Brüderstraße in einer Quellmulde des Hauer Baches gelegen, in Fahlenbruch heute besteht der Ort aus einem Einzelgehöft. Früher fand in Fahlenbruch Eisenerzabbau statt.